# Chiesa di Santa Rosa (Livorno)
La chiesa di Santa Rosa si trova a Livorno, a margine del quartiere La Rosa, nella zona sud della città.

## Storia
La vicenda progettuale e costruttiva del complesso livornese è particolarmente complessa e si articola in un arco temporale ventennale. Agli inizi degli anni settanta, il celebre Giovanni Michelucci riceve l'incarico di progettare un edificio che non sia soltanto luogo di culto ma anche e soprattutto spazio di aggregazione.
I primi studi, in collaborazione con l'architetto Bruno Sacchi, risalgono al 1975 e il progetto definitivo è formulato l'anno successivo. I lavori vengono avviati nel 1981, ma proseguono con ritmi estremamente irregolari, dovuti prevalentemente alla mancanza di denaro della curia livornese.
Sono apportate modifiche sostanziali al progetto tra le quali la più rilevante è sicuramente la sostituzione delle travi reticolari con travi continue di maggior dimensione e diverso disegno.
Il susseguirsi di due diversi cantieri, con altrettanti direttori dei lavori, non rende semplice il rapporto tra i progettisti e gli esecutori. La morte di Michelucci nel 1990 ed i contrasti sorti tra Bruno Sacchi e la direzione del cantiere provocarono una lunga interruzione.
Nonostante tutto, il 30 maggio 1993, nella chiesa ebbe luogo una prima celebrazione religiosa in occasione della Pentecoste.
L'anno seguente furono inaugurate alcune aule, mentre nel 1995 sono ripresi a pieno ritmo i lavori per il tempio.
Nel novembre 1998 la nuova chiesa viene consacrata con l'accoglienza delle reliquie di santa Rosa.

## Descrizione
La chiesa si inserisce nel contesto delle limitrofe case popolari, ereditandone la semplicità materica e cromatica del rivestimento in laterizio, materiale che il progettista estende anche agli interni a alle pavimentazioni.
Il complesso presenta un impianto e una volumetria articolate, sviluppate su uno e due piani fuori terra. Il corpo ad "U" si sviluppa attorno a una piazza centrale gradonata e è qualificato dall'interessante gioco dei livelli e dei raccordi.
Il centro parrocchiale si compone di due diversi nuclei (l'aula vera e propria e i diversi servizi) unificati, nel lessico come nei materiali, a formare una porzione di città omogenea e integrata nel tessuto urbano circostante.

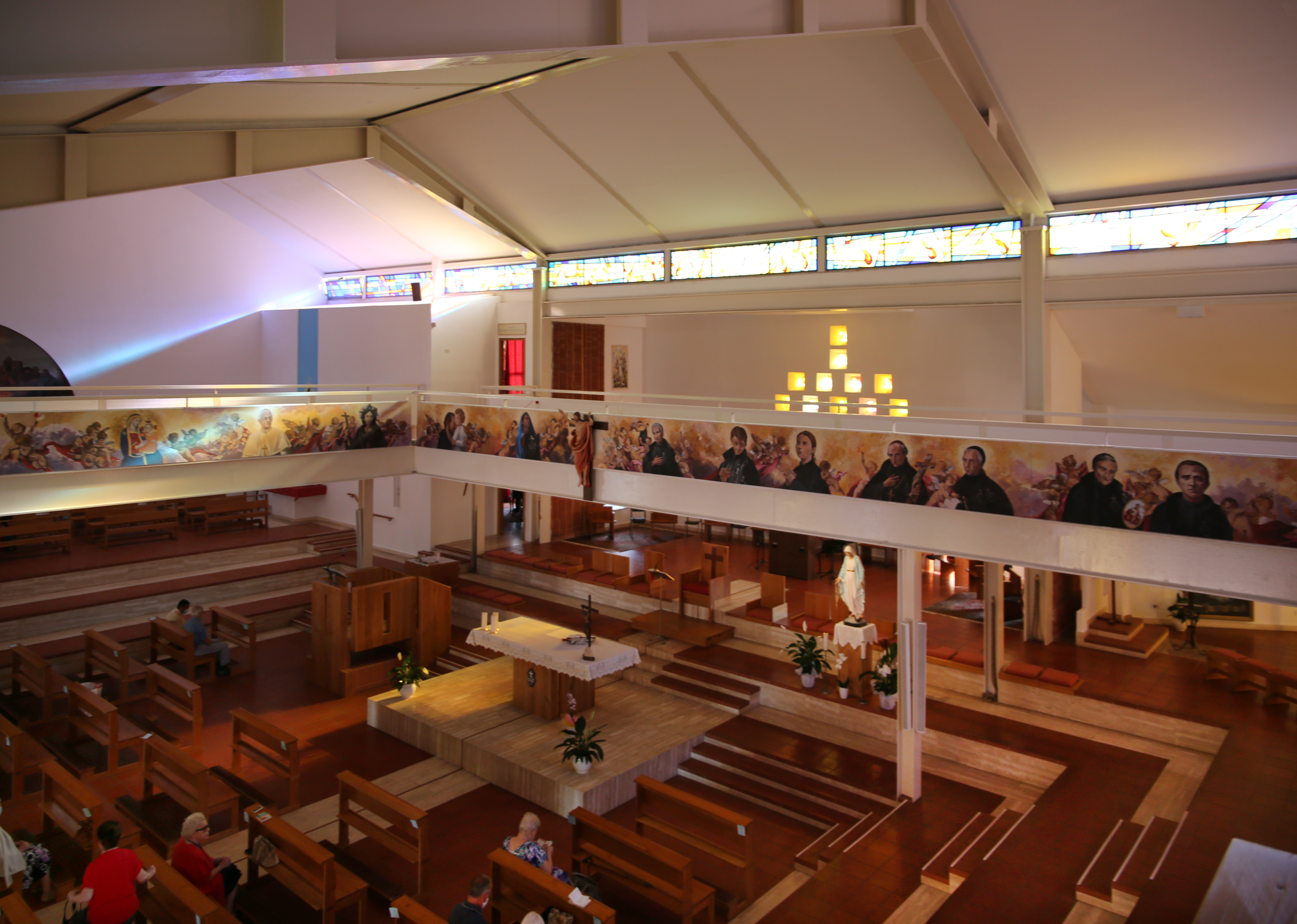
Interno

Il fronte lungostrada presenta un profilo articolato, dominato dal caratteristico segno della copertura in acciaio ad ala di gabbiano. Su questo fronte è ricavato l'accesso alla cappella del piano terra, la cui copertura è costituita dal sagrato piazza della sovrastante chiesa.
Il fronte sulla piazza interna è caratterizzato, su tutti e tre i lati, dal risalto cromatico e materico degli elementi della copertura e dei parapetti sulla cortina in laterizio, qui risolta con un gioco di superfici più articolate rispetto a quelle del fronte stradale.
Il lato settentrionale della piazza sagrato è costituito da una semplice rampa che conduce al secondo livello della chiesa, dove una passerella consente una suggestiva vista sull'aula principale.
Quest'ultima, è un vano rettangolare circondato su tre lati da una doppia gradinata, unico elemento di suddivisione di uno spazio altrimenti unitario.
Il fronte meridionale della piazza è caratterizzato da un volume su due piani in mattoni scandito ritmicamente da finestre e sovrastato dal profilo della trave di copertura.
All'interno di questo edificio sono inoltre concentrate le aule, una sala per conferenze e l'abitazione del parroco, tuttavia l'attuale configurazione è assai diversa da quella ipotizzata da Michelucci negli anni settanta. Oltre alle destinazione meno sociale di alcuni ambienti, è variata anche l'immagine dell'architettura: diversi sono il profilo e l'articolazione della copertura e il carattere generale del paramento, molto più leggero e forato in origine rispetto all'attuale compatta cortina in mattoni.

## Fortuna critica
L'opera è una delle meno conosciute e indagate di Michelucci: alcuni evidenziano il valore sociale del progetto, sottolineando come quest'opera si inscriva in quell'iter che vede Michelucci impegnato a proporre edifici religiosi polifunzionali e d'aggregazione all'interno del quartiere.
Altri invece notano come il complesso si configura per un impianto rigorosamente ortogonale, in linea con il rigore della struttura portante di telai in acciaio.